# Extra FM
Extra FM (li kraće EXTRA) je radio koji emitira program na FM frekvencijama 93,6 i 104,5 MHz na području Grada Zagreba, Velike Gorice, Zaprešića, Svete Nedelje, Samobora, Dugog Sela i općina Stupnik i Brdovec te putem DAB+ frekvencije na poziciji 4 unutar DAB MUX1 na području cijele Hrvatske.
Program je s emitiranjem na FM frekvencijama započeo 3. svibnja 2018. godine u 12 sati, a na DAB+ frekvencijama 27. lipnja 2023. godine. Radio je nasljednik FM frekvencija Hit FM-a, Prvog radija i Laganini FM-a (koji je prije puštao samo sentiše), nastao nakon temeljite promjene programske sheme tog radija.
Službeni naziv radio stranice za FM frekvencije je Extra FM, dok je naziv za DAB+ frekvenciju EXTRA.

## Program
Prema istraživanju tržišta Extra FM-a, utvrdili su da postoji jako veliki interes za srpskom i bosanskohercegovačkom glazbom s obzirom na to da ne postoji radio koji svira takvu vrstu glazbe na području grada Zagreba. U eteru Extra FM-a emitiraju se najveći hitovi srpskih, bosanskohercegovačkih i domaćih zvijezda od Željka Joksimovića, Jelene Karleuše, Dine Merlina, Saše i Dejana Matića, Lepe Brene, Seke Aleksić, Željka Samardžića, Zdravka Čolića pa sve do Severine, grupe Vigor, Connecta, Maje Šuput i mnogih drugih.
Od 2023. postoje i dva web glazbena kanala: Extra Fresh i Extra Throwback.

## Voditelji
- Dorina Duplančić
- Ivona Ažić
- Jasmin Muhamed Ali

Ostali članovi radio postaje:
- Antonio-Luka Radanović - glavni urednik
- Ivan Jurković - programski direktor i urednik informativnog programa
- Dario Grabovac - glazbeni urednik
- Hrvoje Tičinović - urednik Extra TV-a
- Ivan Galešić - audio producent

Bivši članovi:
- Ecija Ivušić - bivša glavna voditeljica
- Dora Jagodić - bivša voditeljica
- Iva Peranović - bivša voditeljica
- Laura Prpić - bivša voditeljica
- Tomislav Parlov - bivši voditelj
- Leon Svetić - bivši voditelj
- Laura Prpić - bivša voditeljica
- Elvis Mehičić - bivši voditelj
- Petar Tin Miketić - bivši voditelj i programski direktor

## Emisije
Extra FM trenutno emitira 8 emisija.
| Naziv           | Emitiranje                          | Voditelji                     | Vrsta                                                              |
| --------------- | ----------------------------------- | ----------------------------- | ------------------------------------------------------------------ |
| Extra dan       | 14:00 - 18:00 (ponedjeljak - petak) | Dorina Duplančić              | dnevna emisija s voditeljicom                                      |
| Extra večer     | 18:00 - 22:00 (ponedjeljak - petak) | Ivona Ažić Jasmin Muhamed Ali | večernja emisija s voditeljima                                     |
| Extra DJ        | 22:00 - 23:00 (subota)              | –                             | glazbeni mixevi regionalnih DJ-eva                                 |
| Extra Resident  | 01:00 - 03:00 (subota, nedjelja)    | –                             | najbolji mashup klupski hitovi                                     |
| Extra Fresh     | 22:00 - 00:00 (utorak)              | –                             | glazbena emisija s najnovijim aktualnim hitovima regionalne glazbe |
| Extra Trending  | 18:00 (nedjelja)                    | –                             | top 15 lista pjesama Extra FM-a                                    |
| MKTP            | 16:00 - 18:00 (utorak, četvrtak)    | –                             | 120 minuta najbolje glazbe urednika Extra FM-a                     |
| Extra Throwback | 22:00 - 00:00 (četvrtak)            | –                             | glazbena emisija najvećih hitova iz "zlatnih doba estrade"         |

Emisije koje se više ne emitiraju:
- Extra vikend

## Vanjske poveznice
- Extra FM Zagreb - službene stranice (hrvatski)
- Službena Facebook stranica